# (4615) Zinner
(4615) Zinner es un asteroide perteneciente al cinturón de asteroides, descubierto el 13 de septiembre de 1923 por Karl Wilhelm Reinmuth desde el Observatorio de Heidelberg-Königstuhl, Alemania.

## Designación y nombre
Designado provisionalmente como A923 RH. Fue nombrado Zinner en honor al astrónomo alemán Ernst Zinner.